# Жолобецкий, Александр Александрович
Алекса́ндр Алекса́ндрович Жолобе́цкий (укр. Жолобецький Олександр Олександрович; род. 24 апреля 1966, Николаев) — украинский политик; депутат Николаевского городского совета IV—VI созывов; депутат Верховной рады Украины VIII созыва (c 27.11.2014 по 29.08.2019).
25 декабря 2018 года включён в санкционный список России.

## Биография
Родился в семье судостроителей: отец 35 лет проработал на Черноморском судостроительном заводе, мать — из рабочих. В 1983 году с отличием окончил среднюю школу № 52, в 1988 — Мурманское высшее инженерное морское училище по специальности «судовой инженер-электромеханик».
В 1988—1991 годах работал судовым электромехаником на судах дальнего плавания ПО «Дальморепродукт».
С 1991 года, вернувшись в Николаев, занимается предпринимательской деятельностью (построил первую частную АЗС в городе, занимался торговлей и пр). В 2007 году окончил Одесский региональный институт государственного управления Национальной академии государственного управления при Президенте Украины с квалификацией «магистр государственного управления».

### Политическая карьера
В 2002 году был избран депутатом IV созыва Николаевского городского совета по одномандатному избирательному округу № 7.
В 2006 году был избран депутатом V созыва Николаевского городского совета по многомандатному избирательному округу от Партии Зелёных Украины. В феврале 2009 г. вошёл в депутатскую группу «Фронта змін» в Николаевском горсовете.
В 2010 году был избран депутатом VI созыва Николаевского городского совета по одномандатному избирательному округу № 18. Возглавлял также партийный список «Фронта перемен» на этих выборах.
В 2012 году баллотировался на выборах в Верховную раду по мажоритарному избирательному округу № 129 (занял второе место с 28,03 %).
В 2014 году принял участие в выборах городского головы Николаева, а также в Верховную раду по тому же округу. Набрал 39,63 % или 22 тыс. 536 голосов избирателей.
С 27.11.2014 г. — народный депутат Украины VIII созыва.
Член депутатской фракции партии «Солидарность — Блок Петра Порошенко».
Член Комитета Верховной Рады Украины по вопросам финансовой политики и банковской деятельности.
Председатель подкомитета по вопросам страховой деятельности Комитета Верховной рады по вопросам финансовой политики и банковской деятельности.
В июне 2019 объявил о выходе и Блока Петра Порошенко, с целью участия во внеочередных парламентских выборах, как самовыдвиженец.
За время работы в Верховной раде стал автором и соавтором 37 законопроектов (декабрь 2014 — апрель 2016 гг).

## Общественная деятельность
Почётный президент фонда «Святой Антоний».
Поддержал Евромайдан в Киеве в 2014 году.
Депутат Николаевского городского совета IV—VI созывов (2002—2014); член комиссии по вопросам экономической политики, планирования, бюджета и финансов. В 2002—2004 годах возглавлял Николаевскую городскую организацию Партии промышленников и предпринимателей Украины; вышел из партии в знак протеста против фальсификаций в ходе выборов Президента. С февраля 2009 года входил в депутатскую группу «Фронт перемен».
В 2009 году способствовал сохранению земель парка Победы в ведении Одессы, в 2010 — сохранению стадиона в Варваровке. В 2012 году протестовал против законопроекта о продаже земель.
В 2009—2011 годах — советник по вопросам внешнеэкономической деятельности президента Региональной торгово-промышленной палаты Николаевской области.
В 2012 году баллотировался на выборах в Верховную раду Украины по мажоритарному избирательному округу № 129 (занял второе место с 28,03 %). С ноября 2013 года — активный участник событий на Майдане в Киеве и в Николаеве.
В 2014 — заместитель директора по региональному развитию ООО «Реган-Юг».
В 2014 году избран депутатом Верховной рады Украины VIII созыва по избирательному округу № 129 Николаевской области; член депутатской фракции партии «Солидарность — Блок Петра Порошенко». Председатель подкомитета по вопросам страховой деятельности комитета Верховной Рады Украины по вопросам финансовой политики и банковской деятельности; заместитель руководителя группы по межпарламентским связям с Финляндской Республикой, член групп по межпарламентским связям с Турецкой Республикой, Республикой Чили, Республикой Индия, Туркменистаном, Королевством Норвегия и Азербайджанской Республикой.

### Семья
Жена (с 1991) — Елена Николаевна Жолобецкая.
Дети — Борис и Александр.

## Награды
- Грамота Министерства труда и социальной политики Украины (2005) — за весомый личный вклад в развитие волонтёрского движения на Украине.